# Дубровский, Владимир (пловец)
Владимир Дубровский (род. 12 февраля 1951 года) — советский пловец в ластах.

## Спортивная карьера
Выступал за таллинское общество «Двигатель».
В 1969 года В. П. Дубровский в сборной СССР.
Участник трёх чемпионатов Европы. Завоевал шесть золотых и две серебряные награды
В 1970 году получил звание мастера спорта международного класса.